# 元日節会
元日節会（がんじつのせちえ）は、 古来の正月行事の一つ。
1月1日、朝賀の後に天皇が大極殿、豊楽院（後に紫宸殿）、豊明殿などに出御し、臣や公家の皆々に宴をさせる。
奈良時代の初期、霊亀2年（716年）には行われていたとされている。朝廷でも重要な儀式の一つとされ、応仁の乱の勃発から延徳2年（1490年）に再興されるまでの約30年間中断された他は、明治維新まで継続して行われた。明治時代からは1月5日の新年宴会となり、戦後は1月1日の新年祝賀の儀となった。新年祝賀の儀は、日本国憲法第7条に定める国事行為の一つである。